# Podgórz (gmina)
Podgórz (od 1973 Wielka Nieszawka) – dawna gmina wiejska istniejąca w latach 1934–1954 w woj. pomorskim/bydgoskim (dzisiejsze woj. kujawsko-pomorskie). Siedzibą władz gminy było miasto Podgórz, które jako oddzielna gmina miejska nie wchodziło w jej skład; 1 kwietnia 1938 roku Podgórz został włączony do Torunia, po czym Toruń stał się siedzibą władz gminy. W latach powojennych siedziba gminy znajdowała się w Małej Nieszawce.
Gmina zbiorowa Podgórz została utworzona 1 sierpnia 1934 roku w powiecie toruńskim w woj. pomorskim z dotychczasowych jednostkowych gmin wiejskich: Brzoza, Kozibór, Mała Nieszawka, Nieszawka, Rudak, Stawki i Wielka Nieszawka (oraz z obszarów dworskich położonych na tych terenach lecz nie wchodzących w skład gmin, m.in. obszaru dworskiego Turzno). 1 kwietnia 1938 roku część gminy Podgórz (gromadę Rudak oraz części gromad Stawki i Mała Nieszawka) włączono do Torunia.
Po wojnie gmina zachowała przynależność administracyjną. 6 lipca 1950 roku zmieniono nazwę woj. pomorskiego na bydgoskie. 1 stycznia 1951 roku część gminy Podgórz (część gromady Mała Nieszawka) włączono do Torunia. Według stanu z dnia 1 lipca 1952 roku gmina składała się z 4 gromad: Brzoza, Cierpice, Mała Nieszawka i Wielka Nieszawka. Gmina została zniesiona 29 września 1954 roku wraz z reformą wprowadzającą gromady w miejsce gmin. Jednostki nie przywrócono 1 stycznia 1973 roku po reaktywowaniu gmin, utworzono natomiast jej terytorialny odpowiednik, gminę Wielka Nieszawka.